# T级潜艇 (1937年)
英国T级潜艇又称TRITON级，是于二战前开建的一种柴电动力潜艇，共建成55艘。在皇家荷兰海军中使用的4艘该艇被称为剑鱼级。英国人用它来代替过时的O级（奥丁级）、P级（帕提亚级）和R级（彩虹级）。二战后它们中较新的一些被改装为反潜潜艇以应对苏联潜艇。最后一艘英国海军现役艘于1969年退役但是仍充当固定训练艇直到1974年。全世界最后一艘现役艘是以色列的海豚号（原警棍号），于1977年拆毁。